# Calamagrostis arenaria
Calamagrostis arenaria — вид квіткових рослин родини злакових (Poaceae). Ареал: Середземномор'я (Алжир, Єгипет, Лівія, Марокко, Туніс; Саудівська Аравія, Кіпр, Ізраїль, Ліван, Туреччина; Данія, Фінляндія, Великобританія, Ірландія, Норвегія, Швеція, Бельгія, Німеччина, Нідерланди, Польща, Естонія, Литва, Латвія, Албанія, Болгарія, Греція (включаючи Крит), Хорватія, Італія (включаючи Сардинію, Сицилію), Румунія, Іспанія (включаючи Балеарські острови), Франція (включаючи Корсику), Португалія); натуралізований: Австралія, Нова Зеландія, США; інтродукований: ПАР, Аргентина, Чилі.

## Екологія
Росте на прибережних дюнах.

## Біоморфологічна характеристика

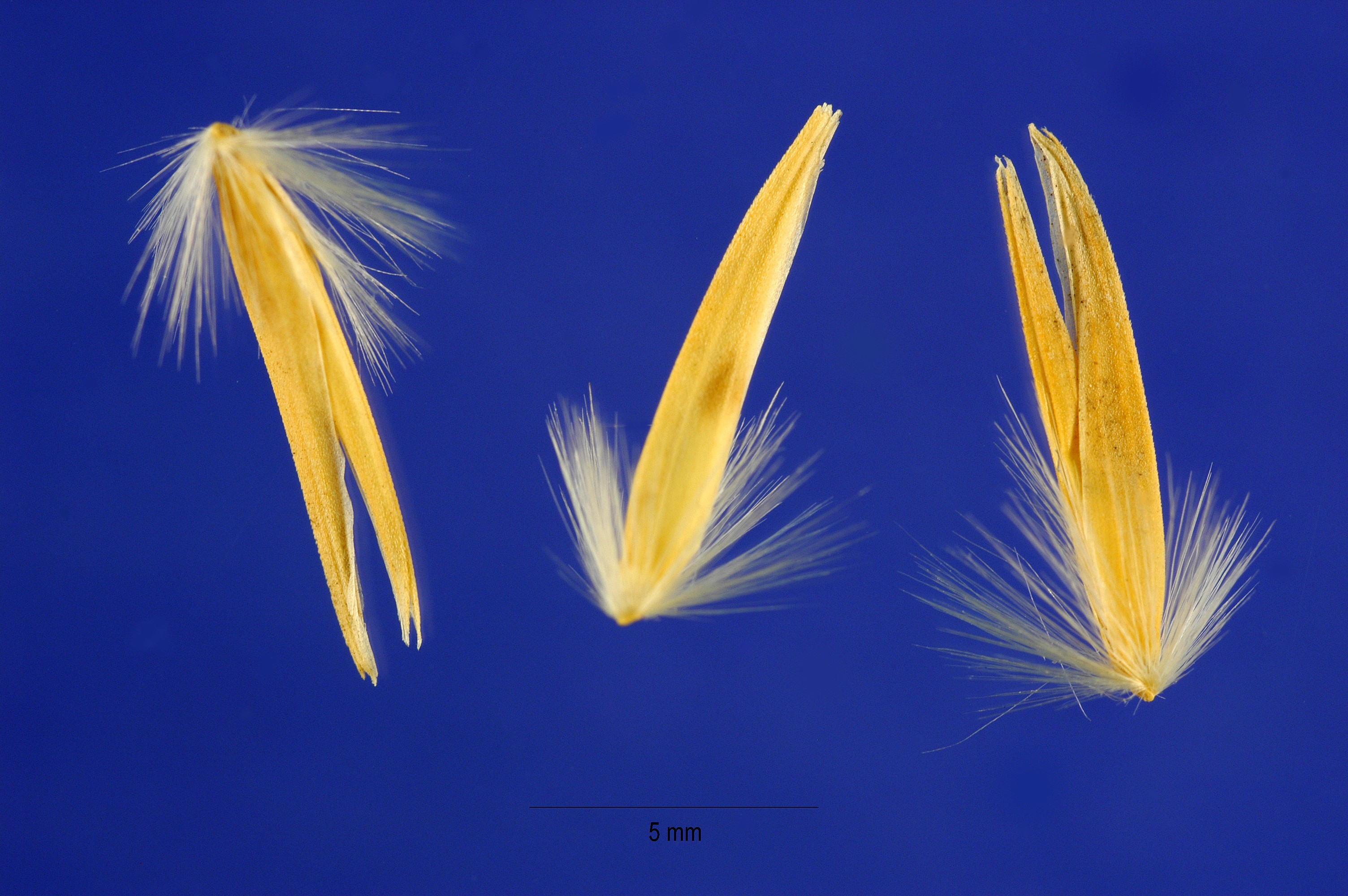

Багаторічна рослина заввишки 50–120 см, гола, з довгими повзучими кореневищем. Стеблина жорстка й прямовисна. Листки довгі, жорсткі, згорнуті, з майже колючим кінчиком; язичок дуже довгий, роздвоєний. Волоть колосоподібна, циліндрична, щільна, 10–30 см завдовжки, жовтувато-біла. Колосочки стиснуті збоку, до 16 мм, з одиночною квіткою, супроводжуваною безплідним зачатком і оточеними в 2–3 рази коротшими за нього волосками. Колоскові луски майже рівні, гострокілеві, шорсткі, приблизно такі ж завдовжки, як колосочок. Леми також ланцетні, від 8 до 12 мм завдовжки, й мають подвійний кінчик. Палея подвійна, довжиною від 7 до 11 міліметрів із сильно виступаючими шорсткими кілями. Тичинок 3. Зернівка гола, видовжено-циліндрична, з внутрішньої сторони борозниста. 2n = 28. Цвітіння: травень — серпень.

## Використання
Це цінна рослина для закріплення пісків дюн.